# Kaliska Kościerskie
Kaliska Kościerskie [pronunciación en polaco: /kaˈliska kɔɕˈt͡ɕɛrskʲɛ/] (en casubio: Kalëska) es un pueblo ubicado en el distrito administrativo de Gmina Kościerzyna, dentro del Condado de Kościerzyna, Voivodato de Pomerania, en Polonia del norte. Se encuentra aproximadamente a 7 kilómetros al noreste de Kościerzyna y a 45 kilómetros al suroeste de la capital regional Gdańsk.
El pueblo tiene una población de 322 habitantes.